# Pàmpol vairó
|  | Per a altres significats, vegeu «Phoxinus phoxinus». |

El pàmpol, vairó, pàmpol feixat, pàmpol rascàs, pàmpol ratllat o peix pilot (Naucrates ductor) és un peix teleosti de la família dels caràngids. N. ductor és l'única espècie del gènere Naucrates. Es pensava que conduïen els taurons cap a les preses, d'ací ve el nom de peix pilot. És inofensiu per a l'ésser humà.

## Morfologia

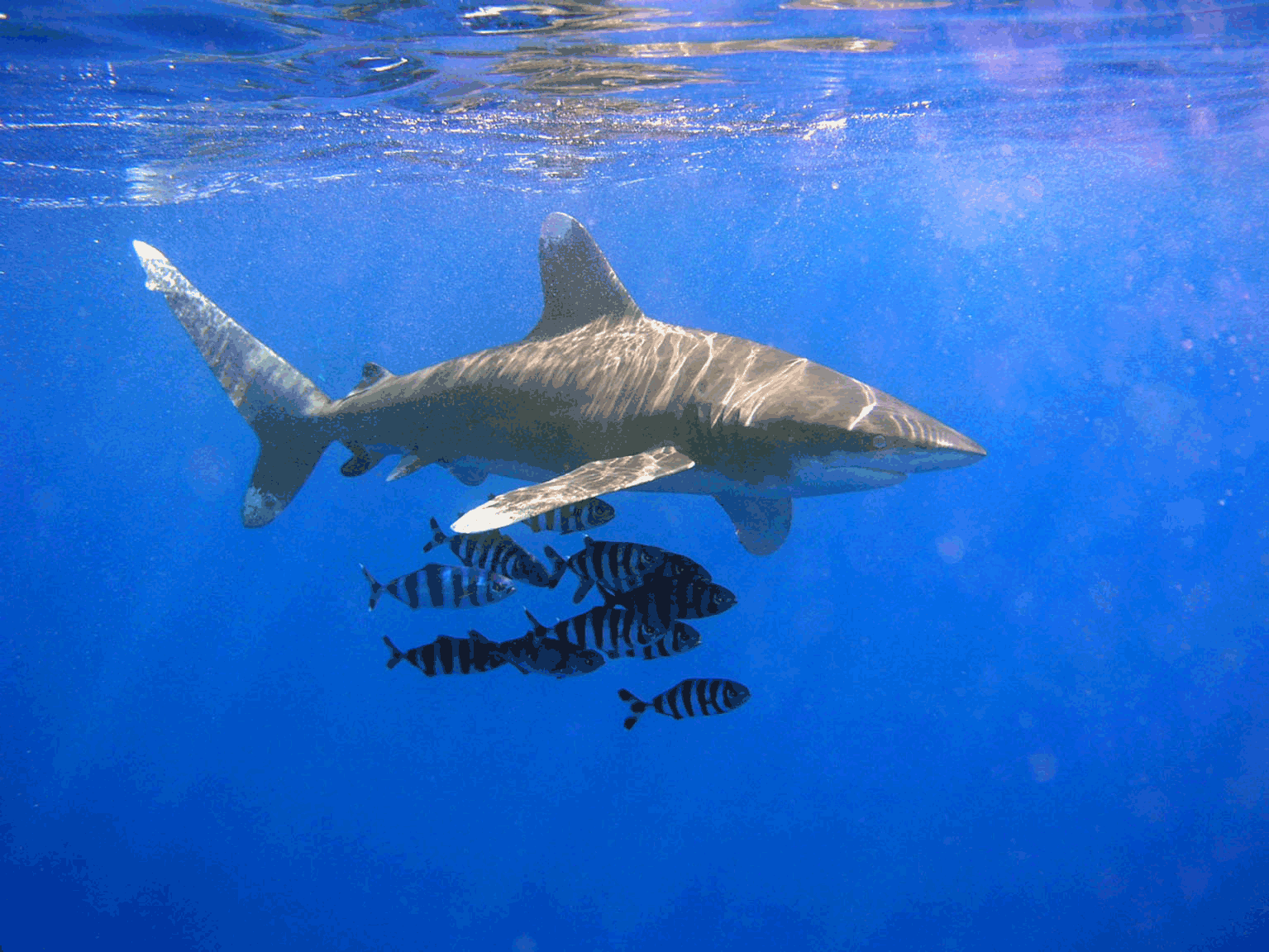
Un grup de pàmpols acompanyant un tauró

- Pot arribar als 60 cm de llargària total.
- Cos cilíndric i poc comprimit.
- Dors blau i flancs argentats, solcats per 5-7 amples bandes transversals de color blau fosc o negres i que també apareixen a la segona dorsal i a l'anal.
- Ventre de color gris clar.
- Presenta una quilla en el peduncle caudal.
- La línia lateral té una carena longitudinal a l'eix de la cua.
- El cap és allargat amb un perfil oval.
- La boca és ampla i quasi horitzontal.
- Té dues dorsals: la primera té 4-5 radis espinosos lliures i la segona és llarga amb un radi espinós i comença a la part més alta del cos i arriba fins al peduncle caudal.
- Les pectorals són curtes i similars a les pelvianes.
- L'anal té dues espines anteriors i és similar a la segona dorsal, però més petita.
- La caudal és convexa i té la vora blanca.[5][6][7]

## Ecologia

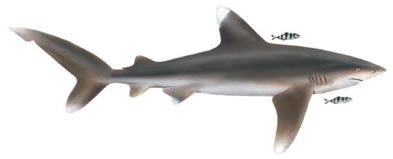
Dibuix d'un tauró acompanyat de pàmpols

És una espècie pelàgica que acompanya els taurons, tortugues i altres peixos pelàgics, dels quals és comensal. Això li proporciona protecció davant dels depredadors, i els seus hostes es veuen lliures de paràsits.
Apareix a mars càlids i temperats. És present a tot el Mediterrani i a l'atlàntic se'l pot trobar des de la Mar Cantàbrica (esporàdicament també a les Illes Britàniques) fins a Angola.
Els alevins formen bancs davall la umbel·la dels grumers, algues que suren o qualsevol altre objecte que els proporcioni ombra. Acompanya tota mena de taurons però sent una especial predilecció pel tauró de mans llargues (Carcharhinus longimanus). La seua alimentació és variada: inclou petits peixos planctònics, cirrípedes ectoparàsits de peixos i les restes del menjar dels taurons i altres espècies.
La maduresa sexual arriba quan fan 25 cm. La reproducció ocorre durant la tardor i l'hivern. Els ous i les larves són constituents del plàncton. Presenta diversos estadis larvaris.

## Pesca
La seua pesca no està regulada ni té talla mínima legal. Tot i així, es captura davall objectes a alta mar i a capcers col·locats per a la pesca de pelàgics on es pot pescar amb volantí sense esca.